# Vervins
Vervins è un comune francese di 2 834 abitanti situato nel dipartimento dell'Aisne della regione dell'Alta Francia.

## Storia
A Vervins fu siglato il 2 maggio 1598 un trattato di pace fra il sovrano spagnolo Filippo II ed il nuovo re di Francia, Enrico IV.

## Società

### Evoluzione demografica
Abitanti censiti